# Ju Kwang-min
Ju Kwang-min ((주광민?, 朱光民?); 20 maggio 1990) è un calciatore nordcoreano, portiere del Kigwancha e della Nazionale nordcoreana.

## Carriera

### Club
Ha sempre giocato nel campionato nordcoreano.

### Nazionale
Ha esordito in Nazionale nel 2007.